# 佃良一
佃 良一（つくだ りょういち、1894年〈明治27年〉6月3日 - 1963年〈昭和38年〉12月22日）は、日本の政治家。衆議院議員（2期）。

## 経歴
兵庫県八名郡湊村（神戸市湊区を経て現兵庫区）で生まれた。1919年、早稲田大学英法科卒。神戸、須磨各税務署内所得調査委員、大阪財務局所得審査委員となる。
1929年4月25日から1937年4月24日まで神戸市会議員を務め、同年5月22日から再び神戸市会議員となる。1939年9月25日の選挙で神戸市湊区選挙区から兵庫県会議員選挙に立候補して、当選し、同月に就任した。1942年5月20日に市議を退任したが、同年6月20日に市議となった。1943年5月14日から同年7月1日まで第35代神戸市会副議長を務め、同日から1944年7月1日まで第24代神戸市会議長を務めた。1946年4月10日に県議を辞職した。同年の第22回衆議院議員総選挙で兵庫1区（大選挙区制）から日本進歩党公認で立候補して当選。翌1947年の第23回衆議院議員総選挙において兵庫1区から民主党公認で立候補して再選。同年4月28日に市議を辞職した。この間進歩党総務委員、民主党代議士会副会長を務めた。1949年の第24回衆議院議員総選挙で落選した。1951年の県議会議員選挙に神戸市兵庫区選挙区から無所属で立候補して、再選を果たして返り咲いた。同年4月30日に就任した。その後、1955年、1959年、1963年の選挙でも当選した。1961年6月から1962年6月まで第63代兵庫県議会議長を務めた。1963年12月22日、兵庫県議在職中に死去した。
このほか(株)大野社監査役、神戸青果荷受(株)取締役を務めた。